# Лашапель-Грайуз
Лашапе́ль-Грайу́з (фр. Lachapelle-Graillouse, окс. La Chapèla Gralhosa) — коммуна во Франции, находится в регионе Рона — Альпы. Департамент коммуны — Ардеш. Входит в состав кантона Кукурон. Округ коммуны — Ларжантьер.
Код INSEE коммуны — 07121.

## Население
Население коммуны на 2008 год составляло 240 человек.
| 1962 | 1968 | 1975 | 1982 | 1990 | 1999 | 2008 |
| ---- | ---- | ---- | ---- | ---- | ---- | ---- |
| 535  | 546  | 452  | 376  | 293  | 237  | 240  |

## Экономика

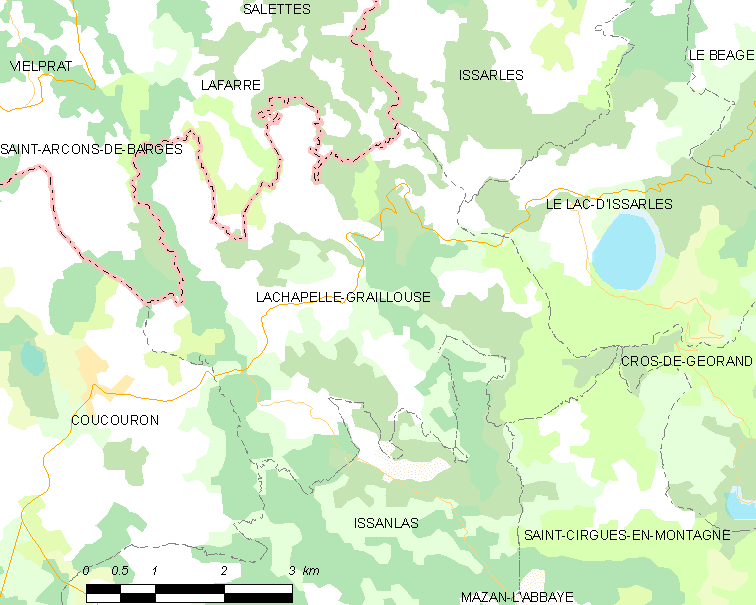
Карта коммуны

В 2007 году среди 146 человек в трудоспособном возрасте (15—64 лет) 93 были экономически активными, 53 — неактивными (показатель активности — 63,7 %, в 1999 году было 58,8 %). Из 93 активных работали 79 человек (47 мужчин и 32 женщины), безработных было 14 (11 мужчин и 3 женщины). Среди 53 неактивных 12 человек были учениками или студентами, 24 — пенсионерами, 17 были неактивными по другим причинам.